# 普拉斯湖
53°39′27″N 12°01′30″E / 53.657407°N 12.024965°E

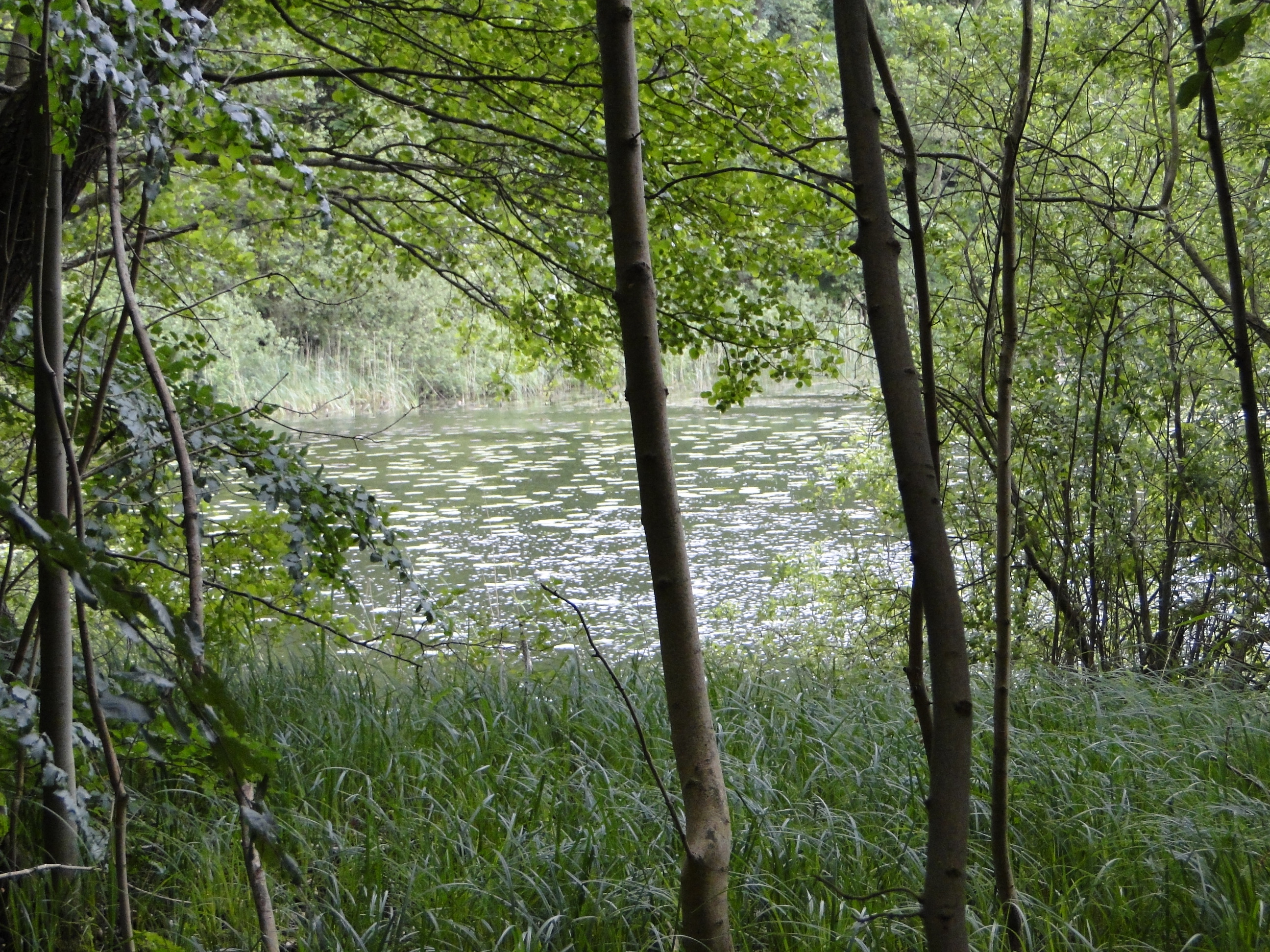

普拉斯湖（德語：Praassee），是德國的湖泊，位於該國東北部梅克倫堡-前波美拉尼亞州，由路德維希斯盧斯特-帕爾希姆縣負責管轄，長0.3公里、寬0.2公里，面積0.03平方公里。